# Ботна
Ботна (укр. Ботна, рум. Botna) — река в Молдавии (частично на заявленной территории Приднестровья), правый приток Днестра.
Впадает в Днестр на участке между сёлами Меренешты и Кицканы.
Расход воды колеблется от 0,07 до 0,47 м³/сек, скорость реки от 0,08 до 0,32 м/с; абсолютный максимум 18,8 м³/с (17.09.1957 г.), абсолютный минимум — 0,00 м³/с (1950-54, 1956-63, 1965 г.).
Ширина реки изменяется в пределах от 2 до 9 метров, глубина — 0,15-0,66 метра.
Объем годового стока — 33.6 млн м³
Среднегодовой сток — 1,07 м³/с

## География
Одна из внутренних рек Молдовы, четвёртая по величине после Реута, Когильника и Быка. Длина Ботны составляет 152 км. Свое начало она берет в Страшенском районе, в кодрах между селом Стежарень и Хородка.
Ботна протекает по территории трех районов республики — Страшенского, Яловенского и Каушанского. Ботна является правым притоком Днестра, и её устье расположено между селами Кицкань и Меренешть Каушанского района.
В верховьях река извилистая, на берегах встречается лес; в низовьях протекает по степи.

## Гидрохимия
Воды реки неоднородны по своему химическому составу. В зависимости от типа питания водотока, на участке реки между истоком и селом Резены воды относятся к гидрокарбонатному классу: группы кальция, кальция-магния, магния или магния-натрия. По эквивалентному соотношению основных ионов воды реки относятся к первому или второму типу[прояснить]. Средняя минерализация воды 760 мг/дм³, временами достигает значения 1000 мг/дм³.
У города Кэушень воды Ботны относятся к сульфатно-натриевому классу второго типа, общая концентрация солеобразующих ионов в них возрастает в среднем до 1975 мг/дм³, жёсткость — до 13,4 ммоль/дм³.